# Nicolás Fernández de Piérola y Flores
Nicolás Fernández de Piérola y Flores del Campo (Camaná, 1788-Chorrillos, 23 de enero de 1857) fue un científico, naturalista, abogado, catedrático y político peruano. Ministro de Hacienda (1852-1853) durante el gobierno del general José Rufino Echenique. Fue padre del presidente Nicolás de Piérola Villena.

## Biografía
Hijo de Pedro Fernández de Piérola y Pascuala Flores del Campo. Contaba con 12 años de edad cuando empezó a estudiar humanidades en el Seminario de San Jerónimo de Arequipa. Luego pasó a Lima, para cursar Jurisprudencia en la Universidad Mayor de San Marcos, graduándose de bachiller en Cánones en 1812. Hizo su práctica forense en el estudio de Francisco Valdivieso y Prada.
En 1814 viajó a España. En 1817 se recibió de abogado ante la Real Audiencia de Sevilla y empezó a ejercer su profesión. Elegido diputado por Arequipa, integró las Cortes de 1820 a 1822, durante el Trienio Liberal. Ejercía como profesor de Principios de Legislación Universal en la Universidad Central de Madrid (1822-1823), cuando la reacción absolutista lo obligó a regresar al Perú. 
Arribó en 1826 a su patria, que ya se había independizado de España. Ese mismo año fue nombrado subdirector general de minería y en 1827 pasó a ser rector del Colegio de Medicina de la Independencia (sucesor del colonial Real Colegio de Medicina y Cirugía de San Fernando).Fue miembro del Congreso General Constituyente de 1827 por el departamento de Arequipa. Dicho congreso constituyente fue el que elaboró la segunda constitución política del país.
En 1833 volvió a su ciudad natal para dedicarse a la agricultura y a la explotación de las minas de Montesclaros y Huayllura. Poco después resultó elegido diputado suplente por Arequipa pero no llegó a incorporarse a la Convención Nacional (Congreso Constituyente de 1833).
En 1836 fue elegido diputado por Arequipa y le tocó presidir la Asamblea de Sicuani, que creó el Estado Sud Peruano y aprobó su incorporación a la Confederación Perú-Boliviana.
Luego fue juez de primera instancia de Camaná (1843) y profesor de Bellas Letras en el Colegio Nacional de la Independencia Americana de Arequipa (1844). En 1845 el presidente Ramón Castilla lo nombró director del Museo de Historia Natural de Lima, cargo en el que se mantuvo hasta 1851. Nunca más regresó a Arequipa.
Durante el gobierno del general José Rufino Echenique fue Ministro de Hacienda (1852-1853). En tal función, favoreció el sistema de consignaciones del guano y la controvertida consolidación (cancelación) de la deuda interna, que derivó en un grave escándalo financiero, que fue el detonante de la Revolución Liberal de 1854. Tras la caída de Echenique en 1855, se retiró a la vida privada y sus últimos años los pasó en el balneario de Chorrillos.

## Obras
Editó las siguientes publicaciones informativas y culturales:
- Almanaque y guía de forasteros (1827-1828)
- Memorial de Ciencias Naturales y de industria nacional y extranjera (12 números, entre 1827 y 1828), en colaboración con el sabio arequipeño Mariano Eduardo de Rivero. Sobre esta publicación dijo Antonio Raimondi lo siguiente: «Verdadero sucesor del Mercurio Peruano, los interesantes artículos sobre producciones del país que registraba sus columnas, poco protegido por el gobierno y mucho menos por el público, se sostuvo vacilante diez y ocho meses, al cabo de los cuales dejó de existir por ser demasiado gravoso a sus redactores».
- El Telégrafo (1833)
- El Ateneo (1847)